# Corynura chiloeensis
Corynura chiloeensis är en biart som först beskrevs av Cockerell 1918.  Corynura chiloeensis ingår i släktet Corynura och familjen vägbin. Inga underarter finns listade i Catalogue of Life.